# Шривастава, Чандрика Прасад
Чандрика Прасад Шривастава (8 июля 1920 — 22 июля 2013) — индийский государственный служащий в отставке, дипломат и генеральный секретарь Международной морской организации (ИМО) с 1974 по 1989 год.

## Биография
Чандрика Прасад Шривастава родился 8 июля 1920 года. Степени бакалавра и магистра гуманитарных наук получил в Лакхнау (Индия), где ему также была присуждена степень доктора юридических наук М-р Шривастава начал свою карьеру как госслужащий, управляющий округами Мератха и Лакхнау. Позже он был назначен на пост сосекретаря в кабинете министров под руководством Лала Бахадура Шастри с 1964 по 1966 годы. Чандрика Прасад Шривастава также считается биографом Лала Бахадура Шастри.
М-р Шривастава стал первым директором-распорядителем Государственной судоходной корпорации Индии, а в 1974 году был избран на пост генерального секретаря Международной морской организации. На этом посту он пребывал до выхода в отставку в 1989 году. В эти годы он сыграл ключевую роль в учреждении Международной морской академии в Триесте (Италия) и Международного института морского права на Мальте. М-р Шривастава стал первым ректором Международного морского университета в Швеции, основанного в 1983 году.

## Награды
Доктор юридических наук Honoris causa: 
- 1984 год: Университет Бхопала (Индия).
- 1987 год: Уэльский университет.
- 1988 год: Мальтийский университет[4].

Награды, полученные Чандика Прасадом Шривастава:
- 1972: премия Падма бхушан как признание вклада в создание одного из наиболее успешных государственных предприятий Индии.
- 1987: почётный выпускник Уэльского университета.
- 1990: кавалер ордена Святого Михаила и Святого Георгия, присуждённого королевой Елизаветой II.
- 1991: премия Международной морской организации за вклад в её работу.
- 2005: Национальная премия имени Лала Бахадура Шастри за выдающуюся административную работу и управление, присуждённая Президентом Индии Абдулом Каламом.
- 2009: премия Падма вибхушан, присуждённая Президентом Индии.

## Семья
- Жена: Нирмала Шривастава (в девичестве Салве), так же известная как Шри Матаджи — основательница метода получения самореализации Сахаджа-йоги[5].
- Дочери: Кальпана Шривастава[6] и Садхана Варма[7].